# آلوئه آکولئاتا
آلوئه آکولئاتا (نام‌های رایج شامل ngopanie ,sekope ,red hot poker aloe) گونه‌ای آلوئه است که بومی دره لیمپوپو و امپومالانگا در آفریقای جنوبی، جنوب و مرکز زیمبابوه و موزامبیک به‌شمار می‌رود. این گیاه در مجاورت صخره‌ها در علفزارها و بوته‌های خشک رشد می‌کند. Aculeata (خاردار) به خارهای سطح برگ و دندانهای حاشیه آن گفته می‌شود.
برگهای گیاه به ۳۰ تا ۶۰ سانتیمتر (۱۲ تا ۲۴ اینچ) می‌رسند. گلها در مرحلهٔ غنچگی معمولاً به رنگ نارنجی مایل قرمز تا زرد و در مرحلهٔ شکفتگی به رنگ نارنجی تا زرد هستند. ارتفاع این گل‌ها تا ۲۳ تا ۴۰ میلیمتر (۰٫۹۱ تا ۱٫۵۷ اینچ) نیز می‌رسد.
آلوئه آکولئاتا در سالهای ۱۹۱۹ و ۱۹۶۵ در پشت سکه ۱۰ سنت آفریقای جنوبی به تصویر کشیده شده‌است. این گیاه را همچنین می‌تواند در باغ‌های گیاه‌شناسی جبل الطارق مشاهده کرد.